# Louis Charles Auguste Steinheil

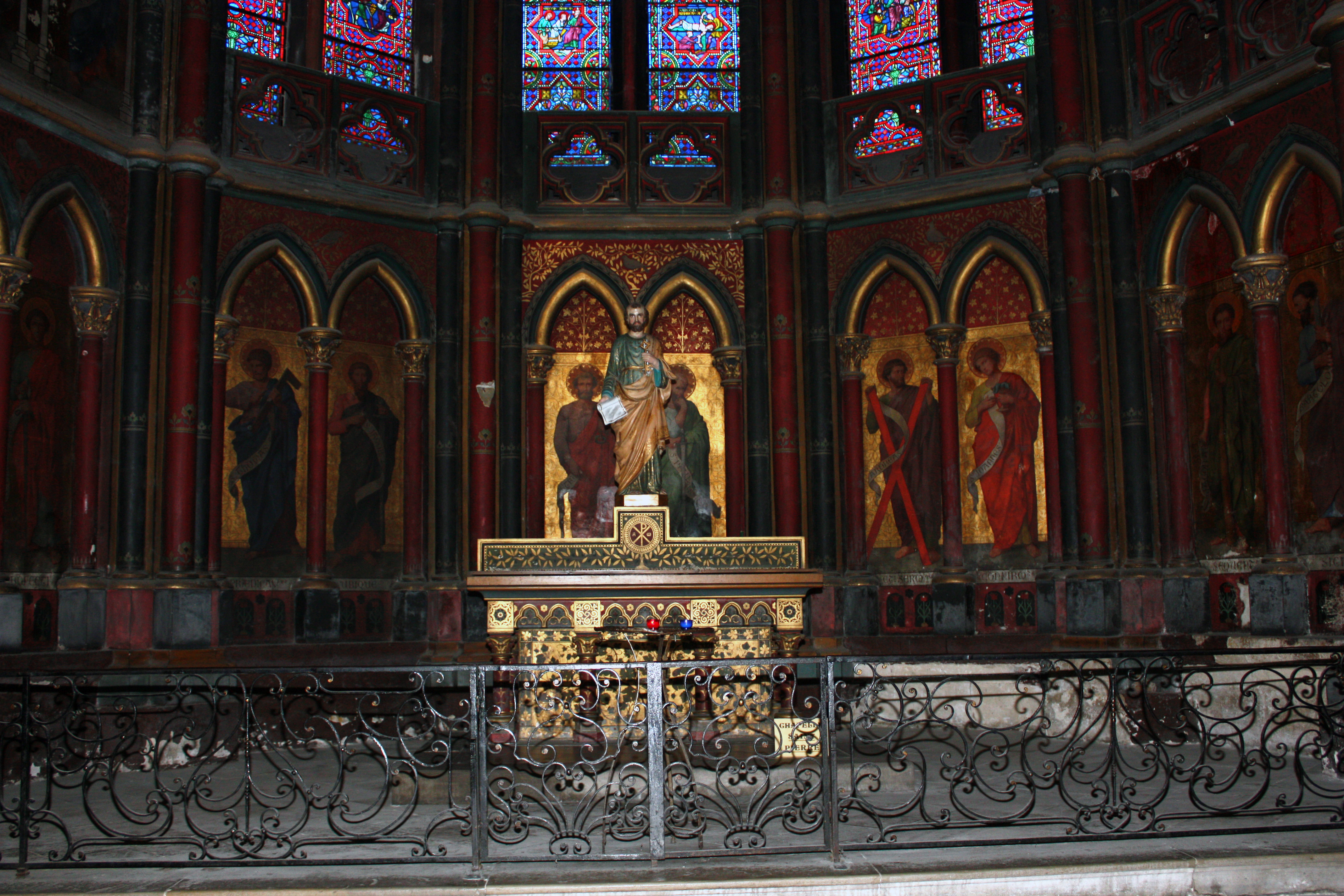
Cathédrale Notre-Dame, Baiona : Chapelle Saint-Pierre.

Louis Charles Auguste Steinheil (nascut a Estrasburg, 26 de juny de 1814; mort a París, 17 de maig de 1885) va ser un pintor francès.

## Biografia
Louis Steinheil va estudiar amb Henri Decaisne i va pintar en gairebé tots els mitjans, però va prestar especial atenció a la pintura de vidre i la decoració de l'església. Entre les seves obres destaquen Santa Filomela (1841); Mare (1847), Museu de Nantes. Ell i Alexandre-Dominique Denuelle van rebre l'encàrrec de pintar la capella de Nostra Senyora de Guadalupe, consagrada el setembre de 1865, que va ser construïda per a l'emperadriu Eugènia al costat de la seva Villa Eugénie a Biarritz.  El 1876 va rebre l'encàrrec d'executar frescos a la catedral d'Estrasburg.